# Joaquim Novella i Izquierdo
Joaquim Novella i Izquierdo (Barcelona, 9 de maig de 1949) és un economista i polític català, diputat al Parlament de Catalunya en la IV Legislatura.

## Biografia
Es doctorà en ciències econòmiques i empresarials per la Universitat de Barcelona, ha estat vicedegà i cap d'estudis de la Facultat de Ciències Econòmiques de la Universitat de Barcelona.
Membre d'Iniciativa per Catalunya-Verds fou director de l'Escola de Formació de Comissions Obreres, sindicat del que també n'és membre actiu. Fou elegit diputat per la província de Barcelona a les eleccions al Parlament de Catalunya de 1995 dins les llistes d'Iniciativa per Catalunya-Verds. També fou membre del Consell del Treball Econòmic i Social de Catalunya.
Actualment és catedràtic de Política Econòmica de la Facultat de Ciències Econòmiques de la Universitat de Barcelona. Ha escrit llibres i ha publicat alguns articles a l'anuari de la Fundació CIDOB, Cuadernos de Economía i Mientras Tanto.

## Obres
- L'economia de l'Alt Penedès: anàlisi i propostes d'actuació econòmica (1988)
- L'economia del Baix Penedès: anàlisis i propostes d'actuació econòmica (1991)
- El proceso de integración europea y la Unión Económica y Monetaria: el programa de convergencia del Gobierno español a l'Anuari CIDOB (1992)
- El sector exterior de la economía española en 1998 a l'Anuari CIDOB (1998)
- La competitivitat de l'economia catalana. Generalitat de Catalunya -CTESC- (2004)